# 丸上製作所
株式会社丸上製作所（まるじょうせいさくしょ、英: Marujo Co., Ltd.）は、愛知県豊川市に本社を置く、金属加工企業である。各種板ばね、巻きばねなどの製造・販売を行っている。

## 概要
明治時代の創業時から40年近く製糸業であったが、第二次世界大戦中にばねの製造に転向した。
戦後、鉄道車両用ばねの製造を手がけ、1964年開業の東海道新幹線の車両台車に使われたコイルばねも製造した。また、新幹線や在来線のレールを固定するレールクリップも製造している。
オートメーション化を進めつつ、高品質を維持するために、巻き仕上げや焼き入れなどの調整には長年の職人技が生かされている。

## 製品
- 各種ばね[5]。
  - 巻きばね、引張りばね、ねじりコイルばね、トーショバー、渦巻きばね
  - 線ばね
  - 皿ばね
  - 板ばね、薄板ばね、弁ばね、緊張ばね、緩衝ばね
  - 筒形ばね、スプリングピン
  - 竹の子ばね
  - レール締結用板ばね（レールクリップ）
- 丸棒鋼ピーリング加工
- ロックナットワッシャ など

## 沿革
- 1906年6月 - 丸上小松製糸所として創業[6]。
- 1944年3月 - 丸上製作所として改組し、ばね製造に転換。
- 1945年10月 - 鉄道車輌用ばねの製作に着手。
- 1949年3月 - ディーゼルエンジン用ばねの製作に着手。
- 1955年3月 - 運輸大臣よりJIS F0503（船舶機関部コイルばね）の表示許可を受け、JIS表示許可工場となる。
- 1956年11月 - 株式会社丸上製作所に改組。資本金480万円。
- 1958年3月 - 軌道用ばねの製作を開始。
- 1964年5月 - 豊橋市羽根井本町に新工場を建設、棒鋼加工部門を増強。
- 1967年11月 - 第2期工場を建設。
- 1968年3月 - 資本金を1,920万円に増資。
- 1982年3月 - 特品、線ばね工場および、ばね塗装工場を新設し、周辺に環境緑地帯を設ける。
- 1982年9月 - 焼付塗装ライン導入。
- 1992年3月 - コンピューターによる部門間オンライン化。
- 1992年7月 - 倉庫新築。
- 2006年4月 - ISO 9001:2000の認定取得。
- 2011年6月 - 豊川市御津町に本社及び新工場を建設移転。